# 塔马罗山
塔马罗山位于瑞士南部勒蓬廷山，最高点海拔1962米。景色秀丽。山区可进行徒步、山地自行车、滑翔伞等户外运动。